# Стів Мельник
Стівен Ніколас Мельник (народився 26 лютого 1947) — колишній американський професійний гольфіст і спортивний коментатор, найбільш відомий своїми успіхами як любитель. Мельник переміг як серед любителів США, так і серед любителів Британії .

## Ранні роки
Мельник народився в Брансвіку, штат Джорджія.  Він відвідував Академію Глінна в Брансвіку, щоб отримати середню освіту.  Мельник виграв Відкритий чемпіонат Джорджії як 18-річний гольфіст-любитель у 1965 році 

## Аматорська кар'єра
Мельник навчався в Університеті Флориди в Гейнсвіллі, штат Флорида, де грав за чоловічу команду з гольфу Бастера Бішопа Florida Gators у змаганнях Національної університетської атлетичної асоціації (NCAA) з 1967 по 1969 рік.  Він двічі був учасником All-American у Флориді  і був першим гравцем у гольф у команді 1968 року, яка виграла свій перший чемпіонат з гольфу в І дивізіоні NCAA.   У 1969 році Мельник закінчив Університет Флориди зі ступенем бакалавра промислового менеджменту.
Мельник виграв аматорський турнір США 1969 року в Oakmont Country Club, зробивши 2-over-par 286, випередивши Вінні Джайлза на п’ять ударів у строк-грі. У 1971 році він став чемпіоном Британії серед любителів, перемігши 3 і 2 над іншим американцем Джимом Сімонсом на Carnoustie Golf Links. Мельник також перемагав у Західних аматорських і Східних аматорських змаганнях і грав у командах Кубка Волкера 1969 та 1971 років. Він виграв відкритий чемпіонат Джорджії 1965 року як любитель. Він був низьким аматором на Відкритому чемпіонаті Британії 1970 (41 місце) і на турнірі Masters 1971 (24 місце).

## Професійна кар'єра
Мельник став професіоналом у 1971 році після своєї перемоги серед аматорів Британії та почав грати в PGA Tour. Він не виявив, що успіх, який він мав як аматор, переніс у свою професійну кар’єру. Він ніколи не вигравав турніри в PGA Tour, але він чотири рази займав друге місце: 1973 Phoenix Open, 1974 Houston Open, 1979 First NBC New Orleans Open і 1981 Pensacola Open. Його найкращим результатом у мейджорі була нічия, на якій посів 12 місце на турнірі Мастерс 1972 року. Він справді виграв змагання Masters Par 3 1972 року.
На Phoenix Open 1982 року Мельник послизнувся і зламав правий лікоть. Відновлюючись від травми, він став репортером на дистанції для CBS Sports. Пізніше того ж року він відновив гру, грав і звітував протягом сезону 1984 року, коли він пішов з гри. Він залишався на CBS до 1992 року, коли приєднався до ABC Sports. Він пішов з телебачення в 2004 році після 22 років роботи репортером і аналітиком на CBS Sports, ABC Sports і ESPN. Він також спроектував або став співавтором проекту кількох полів для гольфу. 
Мельник був включений до Зали спортивної слави Університету Флориди як «Gator Great» у 1970 році,  Зали слави гольфу Джорджії у 1992 році  та до Зали спортивної слави Флориди у 2000 році. 

## Особисте життя
Мельник пішов з професійного гольфу та телемовлення, але відновив статус гольфіста-любителя та продовжує грати.  Він як і раніше бере активну участь як випускник Університету Флориди та протягом десяти років працює в раді директорів Gators athletic boosters, включаючи термін її президента.  Він живе в Джексонвіллі, Флорида. 

## Перемоги в турнірі
- Відкритий чемпіонат Джорджії 1965 (любитель)
- 1969 Американські любителі, західні любителі
- 1970 Східний аматор
- 1971 Британський любитель

## Результати у великих чемпіонатах
| Турнір              | 1970 рік | 1971 рік | 1972 рік | 1973 рік | 1974 рік | 1975 рік | 1976 рік | 1977 рік | 1978 рік | 1979 рік |
| ------------------- | -------- | -------- | -------- | -------- | -------- | -------- | -------- | -------- | -------- | -------- |
| Турнір майстрів     | 43       | T24 LA   | Т12      | Т34      |          |          |          |          | 51       |          |
| US Open             | РІЗАТИ   |          |          |          | Т35      | Т29      | РІЗАТИ   | Т16      | Т35      | РІЗАТИ   |
| Відкритий Чемпіонат | T41 LA   | Т49      |          |          |          |          |          |          |          |          |
| Чемпіонат PGA       |          |          |          |          |          | Т17      |          | Т44      |          |          |

| Турнір              | 1980 рік | 1981 рік | 1982 рік |
| ------------------- | -------- | -------- | -------- |
| Турнір майстрів     |          |          |          |
| US Open             |          | Т53      |          |
| Відкритий Чемпіонат |          |          |          |
| Чемпіонат PGA       |          |          | РІЗАТИ   |

LA = Низький любитель</br> CUT = пропустив половину розрізу</br> "Т" вказує на рівність місця

## Виступ у збірній США
Аматорський
- Кубок Волкера : 1969 (переможці), 1971

## Зовнішні посилання
- Steve Melnyk at the PGA Tour official site